# Liste der Baudenkmale in Neustrelitz
In der Liste der Baudenkmale in Neustrelitz sind alle denkmalgeschützten Bauten der Stadt Neustrelitz (Mecklenburg-Vorpommern) und ihrer Ortsteile aufgelistet. Grundlage ist die Veröffentlichung der Denkmalliste des Landkreises Mecklenburg-Strelitz mit dem Stand vom 18. März 2011.

## Legende
In den Spalten befinden sich folgende Informationen:
- ID-Nr: Die Nummer wird von den Denkmalämtern der Landkreise vergeben. Wenn sie nicht bekannt ist, bleibt die Spalte leer. In dieser Spalte kann sich zusätzlich das Wort Wikidata befinden, der entsprechende Link führt zu Angaben zu diesem Denkmal bei Wikidata.
- Lage: die Adresse des Denkmales und die geographischen Koordinaten.
Link zu einem Kartenansichtstool, um Koordinaten zu setzen. In der Kartenansicht sind Denkmale ohne Koordinaten mit einem roten bzw. orangen Marker dargestellt und können in der Karte gesetzt werden. Denkmale ohne Bild sind mit einem blauen bzw. roten Marker gekennzeichnet, Denkmale mit Bild mit einem grünen bzw. orangen Marker.
- Bezeichnung: Bezeichnung, so wie sie in den offiziellen Listen der Denkmalämter steht. Ein Link hinter der Bezeichnung führt zum Wikipedia-Artikel über das Denkmal. Wenn die Bezeichnung der Denkmalämter inhaltlich fehlerhaft ist, ist in der Spalte „Beschreibung“ darauf hinzuweisen.
- Beschreibung: Beschreibung des Denkmales
- Bild: ein Bild des Denkmales und gegebenenfalls einen Link zu weiteren Fotos des Denkmals im Medienarchiv Wikimedia Commons

## Denkmalbereiche
| ID | Lage                      | Bezeichnung                                                            | Beschreibung                                                          | Bild                                                                   |
| -- | ------------------------- | ---------------------------------------------------------------------- | --------------------------------------------------------------------- | ---------------------------------------------------------------------- |
|    | Stadt Neustrelitz (Karte) | barocker Stadtgrundriss mit seinen Erweiterungen in östlicher Richtung | Marktplatz von ab 1732 und Stadtgrundriss nach Plänen von Julius Löwe | barocker Stadtgrundriss mit seinen Erweiterungen in östlicher Richtung |

## Baudenkmale nach Ortsteilen

### Neustrelitz
| ID   | Lage                                                                             | Bezeichnung | Beschreibung | Bild |
| ---- | -------------------------------------------------------------------------------- | --- | --- | --- |
| 683  | Adolf-Friedrich-Straße 14 (Karte)                                                | Wasserturm | Bau von 1901, seit 2002 Wohn- und Bürozwecke | Weitere Bilder |
| 685  | Adolf-Friedrich-Straße 35 (Karte)                                                | Wohnhaus | | Wohnhaus |
| 688  | Adolf-Friedrich-Straße 42 (Karte)                                                | Wohnhaus | | Wohnhaus |
| 1256 | Am Kaulksee 1                                                                    | Friedhof mit Grabstein | Gedenkstätte für Kriegsgefangene des Ersten Weltkrieges | |
| 792  | Am Stadthafen 3                                                                  | Wohnhaus | | |
| 833  | Am Stadthafen 5 (Karte)                                                          | Speicher | Bau von 1846 (oder 1853), heute Hotel | Speicher |
| 834  | Am Stadthafen 7, 8 (Karte)                                                       | Speicher (äußere Hülle) | Bau von 1865, heute Wohnhaus | Speicher (äußere Hülle) |
| 687  | Am Tiergarten 2 (Karte)                                                          | Katholische Kirche | Kirche von 1875, Architekt: Carl Rahne | Katholische Kirche |
|      | An Tiergarten/Burg (Karte)                                                       | Tiergarten mit Wildhof, Speicher, Ruine des Pulverturmes und Hirschportal zum Schloss. | Das Hirschportal am Schlossplatz wurde nach Plänen von Friedrich Wilhelm Buttel 1824 bis 1826 errichtet. Die zwei Bronzeplastiken der Hirsche auf den Granitpfeilern stammen von Christian Daniel Rauch. Der heutige Haupteingang befindet sich an anderer Stelle. | Tiergarten mit Wildhof, Speicher, Ruine des Pulverturmes und Hirschportal zum Schloss. |
| 689  | An der Promenade 1 (Karte)                                                       | ehem. Mecklenburg-Strelitzsche Hypothekenbank mit Einfassung des Vordergartens (Zaun und Tor) sowie mit Sitzecke im Vordergarten | Gebäude von 1899 | ehem. Mecklenburg-Strelitzsche Hypothekenbank mit Einfassung des Vordergartens (Zaun und Tor) sowie mit Sitzecke im Vordergarten |
| 690  | An der Promenade 22 (Karte)                                                      | Orangerie mit Brunnen, Säule mit Skulptur, Marmorsäule | | Weitere Bilder |
| 697  | Augustastraße (Flur 27, Fst. 54) (Karte)                                         | Jüdischer Friedhof | | Jüdischer Friedhof |
| 691  | Augustastraße 1 (Karte)                                                          | Wohnhaus | | Wohnhaus |
| 692  | Augustastraße 8 (Karte)                                                          | ehem. Offizierskasino | | ehem. Offizierskasino |
| 798  | Augustastraße 8 (Karte)                                                          | Kanonen- und Wagenhaus | | Kanonen- und Wagenhaus |
| 798  | Augustastraße 8 (Karte)                                                          | Mausoleum | | Mausoleum |
| 693  | Augustastraße 11 (Karte)                                                         | Wohn- und Geschäftshaus | | Wohn- und Geschäftshaus |
| 694  | Augustastraße 18a (Karte)                                                        | ehem. Hotel (Bibliothek) | | ehem. Hotel (Bibliothek) |
| 695  | Augustastraße 23 (Karte)                                                         | Wohnhaus | | Wohnhaus |
| 696  | Augustastraße 25 (Karte)                                                         | Wohnhaus mit Speicher | | Wohnhaus mit Speicher |
| 698  | Bahnhof Süd 1 (Karte)                                                            | Bahnhof mit Empfangsgebäude der Mecklenburgischen Friedrich-Wilhelm-Eisenbahn (Neustrelitz-Süd) mit Güterabfertigungsgebäude | siehe Beschreibung des Südbahnhofs im Artikel Neustrelitz Hauptbahnhof | Bahnhof mit Empfangsgebäude der Mecklenburgischen Friedrich-Wilhelm-Eisenbahn (Neustrelitz-Süd) mit Güterabfertigungsgebäude |
| 699  | Augustastraße 25 (Karte)                                                         | Bahnhof (Schwarzer Weg): Bedürfnisanstalt und Bahnbedienstetenwohnhaus | siehe Artikel Neustrelitz Hauptbahnhof | Bahnhof (Schwarzer Weg): Bedürfnisanstalt und Bahnbedienstetenwohnhaus |
| 700  | Bruchstraße 15 (Karte)                                                           | ehem. Waisenhaus „Carl-Borwin-Gedächtnisheim“ | | ehem. Waisenhaus „Carl-Borwin-Gedächtnisheim“ |
| 701  | Burg 3 (Karte)                                                                   | Wohnhaus mit seitlichen Torpfeilern und Fachwerkstall | | |
| 705  | Burg 5 (Karte)                                                                   | Wohnhaus (parallel zu Nr. 3 gelegen) | | |
| 701  | Burg 8 - 8b (Karte)                                                              | Werkstatt des Theaters (ehem. Heiz- und Elektrizitätswerk) | | |
|      | Carlstraße 9 (Karte)                                                             | Evangelische Schule | | Evangelische Schule |
|      | Carlstraße 32 / Elisabethstraße 15/16 (Karte)                                    | Wohnhaus | | |
|      | Elisabethstraße 1 (Karte)                                                        | Wohn- und Geschäftshaus | | |
|      | Elisabethstraße 11 (Karte)                                                       | Wohnhaus | | |
|      | Elisabethstraße 26 (Karte)                                                       | Wohnhaus | | |
|      | Friedrich-Ludwig-Jahn-Straße 13 (Karte)                                          | Marstall | Marstall von 1846 nach Plänen von Friedrich Wilhelm Buttel | Marstall |
|      | Friedrich-Ludwig-Jahn-Straße 14 (Karte)                                          | Landestheater Neustrelitz | | Weitere Bilder |
|      | Friedrich-Wilhelm-Buttel-Platz (Karte)                                           | Platzanlage | Platzanlage mit Baumanpflanzungen, Denkmal für Großherzog Georg (von A. Wolff), Denkmal für Großherzog Carl, Denkmal für Herzog Carl (beide ebenfalls von A. Wolff) und vier Nachbildungen griechischer Plastiken                                                  | Platzanlage |
|      | Friedrich-Wilhelm-Straße 36 (Karte)                                              | Logenhaus „St. Johannisloge Georg zur wahren Treue“ | Gebäude von 1910 | Logenhaus „St. Johannisloge Georg zur wahren Treue“ |
|      | Friedrich-Wilhelm-Straße 37 (Karte)                                              | Wohnhaus | | Wohnhaus |
|      | Glambecker Nebenstraße 6 (Karte)                                                 | Gedenktafel für Joachim Christian Timm (Husar) | | Gedenktafel für Joachim Christian Timm (Husar) |
|      | Glambecker Straße 3 (Karte)                                                      | Jugendstilfassade des Wohn- und Geschäftshauses | Jugendstilfassade von 1909/10 | Jugendstilfassade des Wohn- und Geschäftshauses |
|      | Glambecker Straße 10 (Karte)                                                     | Altes Gymnasium „Carolinum“ (Schliemann Gymnasium) mit Gedenkplatte für Heinrich Schliemann | heute (2014) Musikschule | Altes Gymnasium „Carolinum“ (Schliemann Gymnasium) mit Gedenkplatte für Heinrich Schliemann |
|      | Glambecker Straße 11                                                             | Wohnhaus | | |
|      | Glambecker Straße 22b (Karte)                                                    | Wohn- und Geschäftshaus | | Wohn- und Geschäftshaus |
|      | Glambecker Straße 36 (Karte)                                                     | Hinterhaus mit Hofpflaster | | Weitere Bilder |
|      | Glambecker Straße 43 (Karte)                                                     | Stall und Werkstatt | | |
|      | Hertelstraße 1/2 (Karte)                                                         | ehem. Marienpalais | | ehem. Marienpalais |
|      | Hertelstraße 3 (Karte)                                                           | Schlosskirche | | Weitere Bilder |
|      | Hertelstraße 8 (Karte)                                                           | Kavaliershaus | Bau vom 18. Jh., Umbau 1834 nach Plänen von Friedrich Wilhelm Buttel, bis 2013 saniert für Straßenbauamt Neustrelitz. Das östliche Kavalierhaus wurde 1950 wie die Schlossruine abgerissen.                                                                        | Weitere Bilder |
|      | Hertelstraße 9 (Karte)                                                           | Hofmarschallhaus (Probenhaus des Theaters) | | |
|      | Hertelstraße 11 (Karte)                                                          | Prinzenpalais (sogen. „Weißes Herrenhaus“ oder „Hobe-Haus“) mit Fachwerkanbau (Hertelstraße 13) | Erhaltener Flügel von 1740 | Prinzenpalais (sogen. „Weißes Herrenhaus“ oder „Hobe-Haus“) mit Fachwerkanbau (Hertelstraße 13) |
|      | Hohenzieritzer Straße (Karte)                                                    | Friedhof | Städtischer Friedhof mit altem Baumbestand, Kapelle (Dr.-Schwentner-Straße) von 1850 nach Plänen von Buttel, vier Portalpfeilern, fünf Mausoleen, Gedenksteinen, Familiengrabmalen und Statuen                                                                     | Weitere Bilder |
|      | Hohenzieritzer Straße 7/8 (Karte)                                                | Wohn- und Geschäftshaus | | Wohn- und Geschäftshaus |
|      | Hohenzieritzer Straße 9 (Karte)                                                  | Wohnhaus | | Wohnhaus |
|      | Hohenzieritzer Straße 9 (Karte)                                                  | Denkmal | Kriegerdenkmal 1914/1918 (im Schlosspark, von H. Dammann) | Weitere Bilder |
|      | Louisenstraße 4 (Karte)                                                          | Wohnhaus | | |
|      | Louisenstraße 7a (Karte)                                                         | Wohnhaus mit Zaunanlage | 3-gesch. Bau um 1900 | Wohnhaus mit Zaunanlage |
|      | Louisenstraße 12 (Karte)                                                         | Wohnhaus | | |
|      | Louisenstraße 30 (Karte)                                                         | Neues Carolinium | mit Kapelle | Neues Carolinium |
|      | Louisenstraße 39 (Karte)                                                         | Wohnhaus | | |
|      | Marienstraße (am Hauptbahnhof) (Karte)                                           | „Ehrenmal gewidmet den Opfern des Faschismus“ | Obelisk von 1949 | „Ehrenmal gewidmet den Opfern des Faschismus“ |
|      | Marienstraße 2/2 a (Karte)                                                       | Wohnhaus | | Wohnhaus |
|      | Markt, B 193/24/0,100 (Karte)                                                    | Meilenstein | Zentralmeilenstein, 8-Eck-Sockelstein | Meilenstein |
|      | Markt 1 (Karte)                                                                  | Rathaus | | Weitere Bilder |
|      | Markt 3 (Karte)                                                                  | Pension und Gaststätte mit Gedenkplatte für E. Humperdinck | Bau von 1750 | Pension und Gaststätte mit Gedenkplatte für E. Humperdinck |
|      | Markt 5 (Karte)                                                                  | Apotheke | 2-gesch. barockes Haus, heute mit Apotheke | Apotheke |
|      | Markt 7 (Karte)                                                                  | Wohn- und Geschäftshaus | 2-gesch Haus von um 1735, im Bild rechts am Platz | Wohn- und Geschäftshaus |
|      | Markt 8/9 (Karte)                                                                | Wohnhaus | Bild zeigt links die Nr. 8 und rechts die Nr. 9 von um 1900 | Wohnhaus |
|      | Markt 12 (Karte)                                                                 | ehem. Großherzogliche Höhere Mädchenschule (Bankgebäude) | 2-gesch. Bau von 1831 | ehem. Großherzogliche Höhere Mädchenschule (Bankgebäude) |
|      | Markt 14 (Karte)                                                                 | Stadtkirche | | Weitere Bilder |
|      | Mühlenstraße 3 (Karte)                                                           | Wohnhaus | | |
|      | Mühlenstraße 17 (Karte)                                                          | Louisenstift | | Louisenstift |
|      | Mühlenstraße 45 (Karte)                                                          | Wohnhaus | | |
|      | Mühlenstraße 47 (Karte)                                                          | Wohnhaus | | |
|      | Parkstraße 1 (Karte)                                                             | ehem. Hofmarschallhaus | | |
|      | Parkstraße 5 (Karte)                                                             | Wohnhaus mit Nebengebäude | | |
|      | Parkstraße 9 (Karte)                                                             | Großherzogliches Palais Neustrelitz (u. a. auch als „Parkhaus“ oder „Parkvilla“ bezeichnet). | Von Adolf Friedrich VI. von Mecklenburg in Auftrag gegeben und zwischen 1913 und 1915 als neue Residenz erbaut. | Großherzogliches Palais Neustrelitz (u. a. auch als „Parkhaus“ oder „Parkvilla“ bezeichnet). |
|      | Parkstraße 11 (Karte)                                                            | Bedienstetenwohnungen | | |
|      | Parkstraße 21 (Karte)                                                            | ehem. Brauerei mit Brauturm und Eiskeller | | |
|      | Parkstraße 37 (Karte)                                                            | Villa (ehem. Kinderheim) mit Tor und Gartenhaus (Garage), Park und Gedenkstein | | Villa (ehem. Kinderheim) mit Tor und Gartenhaus (Garage), Park und Gedenkstein |
|      | Riefstahlplatz 1 (Karte)                                                         | Wohnhaus | 3-gesch. Bau von um 1904 | Wohnhaus |
|      | Riefstahlplatz 3 (Karte)                                                         | Behördengebäude | heute Polizeihauptrevier mit der Anschrift Töpferberg 7 | Behördengebäude |
|      | Riefstahlplatz 5                                                                 | ehem. Finanzamt und Nebengebäude mit umgebender Mauer | | |
|      | Sandberg                                                                         | Fachwerkscheune | | |
|      | Sandberg 1 (Färbergang) (Karte)                                                  | Wohnhaus | | |
|      | Sandberg 3a (Karte)                                                              | ehem. Kachelofenfabrik | heute als Kulturzentrum Alte Kachelofenfabrik Neustrelitz genutzt | |
|      | Sandberg 10                                                                      | Wohnhaus | Terrakottaplastik im vorderen Giebel des Wohnhauses | |
|      | Sassenstraße (Karte)                                                             | ehem. höhere Mädchenschule | siehe bei Markt 12 | ehem. höhere Mädchenschule |
|      | Schlossanlage (Karte)                                                            | Schlossanlage | | |
|      | Schlossanlage                                                                    | Reste des Schlosses (Kellergewölbe) | | |
|      | Schlossanlage                                                                    | Schlossvorhof mit Achse zum Tiergarten | | |
|      | Schlossanlage (Karte)                                                            | Kavaliershaus (Ärztehaus) auf der Westseite des Schlossvorhofes (Hertelstraße 8) | | |
|      | Schlossanlage (Karte)                                                            | Reste eines Kavaliershauses auf der Ostseite des Schlossvorhofes (Kellergewölbe) | | |
|      | Schlossanlage (Karte)                                                            | Marienpalais (Hertelstraße 1/2)(Kellergewölbe) | | |
|      | Schlossanlage (Karte)                                                            | Hofmarschallhaus (Hertelstraße 9 Probenhaus des Theaters) | | |
|      | Schlossanlage (Karte)                                                            | Prinzenpalais Hertelstraße 11 (sogen. Weißes Herrenhaus) mit Fachwerkanbau (Hertelstraße 13) | | |
|      | Schlossanlage (Karte)                                                            | Marstall | | |
|      | Schlossanlage (Karte)                                                            | Schlosskirche | | |
|      | Schlossgarten (Karte)                                                            | Schlossgarten mit Baulichkeiten und Skulpturen (siehe unter Schlossgarten) und Mauer mit Terrakottaschmuck vom ehem. Küchengarten (Sowjetischer Ehrenfriedhof) | | Schlossgarten mit Baulichkeiten und Skulpturen (siehe unter Schlossgarten) und Mauer mit Terrakottaschmuck vom ehem. Küchengarten (Sowjetischer Ehrenfriedhof) |
|      | Schlossgarten                                                                    | Anpflanzungen, Wege und Mauerreste im Schlossgarten | | |
|      | Schlossgarten (Karte)                                                            | Tempel für die preußische Königin Luise (Luisentempel) im Schlossgarten | | Weitere Bilder |
|      | Schlossgarten (Karte)                                                            | Hebetempel | Nach erfolgter Restaurierung im Juni 2014 durch Blitzschlag beschädigt | Weitere Bilder |
|      | Schlossgarten                                                                    | zwei Brunnen | | |
|      | Schlossgarten                                                                    | zwei monumentalen Zinkgussvasen | | |
|      | Schlossgarten                                                                    | monumentale Zinkgussvase (Originalliste falsch: Marmor) | | |
|      | Schlossgarten                                                                    | Skulptur der Victoria von Leuthen (von C. D. Rauch) | | |
|      | Schlossgarten                                                                    | Skulptur mit zwei Knaben (Ildefonso-Gruppe) | | |
|      | Schlossgarten                                                                    | Allee mit Statuen römischer Götter und Allegorien | | |
|      | Schlossgarten                                                                    | Büste des Feldmarschalls Blücher (von C. D. Rauch) | | |
|      | Schlossgarten                                                                    | Gedenktafel für Peter Joseph Lenné | | |
|      | Schlossstraße 3 (Karte)                                                          | ehem. Wohnhaus (Kunsthaus Neustrelitz) | | Weitere Bilder |
|      | Schlossstraße 5 (Karte)                                                          | ehem. Palais | | Weitere Bilder |
|      | Schlossstraße 6 (Karte)                                                          | ehem. Palais mit Seitenflügel | | ehem. Palais mit Seitenflügel |
|      | Schlossstraße 8 (Karte)                                                          | ehem. Carolinenpalais (Hygieneinstitut) mit zeitgleich errichtetem Hofgebäude | | Weitere Bilder |
|      | Schlossstraße 9 (Karte)                                                          | ehem. Palais | | ehem. Palais |
|      | Schlossstraße 11 (Karte)                                                         | ehem. Palais | | Weitere Bilder |
|      | Schlossstraße 12/13 (Karte)                                                      | Postgebäude | Postgebäude von 1901 bis 2000, nach Umbau- und Sanierung Kulturquartier Mecklenburg-Strelitz | Weitere Bilder |
|      | Seestraße 2 (Karte)                                                              | Wohnhaus | | |
|      | Seestraße 3 (Karte)                                                              | Wohnhaus | | |
|      | Seestraße 4 (Karte)                                                              | Wohnhaus | | |
|      | Seestraße 5 (Karte)                                                              | Wohnhaus | | |
|      | Seestraße 8 (Karte)                                                              | Wohn- und Geschäftshaus | | |
|      | Seestraße 9 (Karte)                                                              | Wohnhaus | | |
|      | Seestraße 10 (Karte)                                                             | Wohnhaus | | |
|      | Seestraße 11 (Karte)                                                             | Wohnhaus | | |
|      | Seestraße 12 (Karte)                                                             | Wohnhaus | | |
|      | Seestraße 14 (Karte)                                                             | Wohnhaus | | |
|      | Seestraße 15 (Karte)                                                             | ehem. Badehaus | | ehem. Badehaus |
|      | Seestraße 19 (Karte)                                                             | Wohnhaus und Landessuperintendantur mit Stall und Scheune | | |
|      | Seestraße 21, (Ecke Wartburggang) (Karte)                                        | Wohnhaus | | |
|      | Seestraße 23 (Karte)                                                             | Wohnhaus | | |
|      | Seestraße 38 (Karte)                                                             | Wohnhaus | | |
|      | Semmelweisstraße (Flur 22, Flst. 75)                                             | Speicher | | |
|      | Semmelweisstraße 1 (Karte)                                                       | Krankenhaus (Haus A; Carolinenstift) mit Schwesternhaus (Semmelweisstraße 9 / Haus 2), Haus für Personalverwaltung (Semmelweisstraße 10 / Haus 1), Gartenhaus (Haus C), Speicher (Haus 4 / Materialwirtschaft), Kapelle und Gedenkstein für Obermedizinalrat Rudolphi (von Bildhauer M. Wolff)      | | Krankenhaus (Haus A; Carolinenstift) mit Schwesternhaus (Semmelweisstraße 9 / Haus 2), Haus für Personalverwaltung (Semmelweisstraße 10 / Haus 1), Gartenhaus (Haus C), Speicher (Haus 4 / Materialwirtschaft), Kapelle und Gedenkstein für Obermedizinalrat Rudolphi (von Bildhauer M. Wolff)      |
|      | Semmelweisstraße 13 (Karte)                                                      | Wohnhaus und rückwärtiger Stallspeicher mit Galerie | | |
|      | Semmelweisstraße 17 (Karte)                                                      | Wohnhaus | | |
|      | Strelitzer Chaussee 275 (Karte)                                                  | Wohnhaus (Berufsschule) | | |
|      | Strelitzer Straße 6 (Karte)                                                      | Wohn- und Geschäftshaus | | Wohn- und Geschäftshaus |
|      | Strelitzer Straße 9 (Karte)                                                      | Wohn- und Geschäftshaus | | Wohn- und Geschäftshaus |
|      | Strelitzer Straße 13 (Karte)                                                     | Wohn- und Geschäftshaus | | Wohn- und Geschäftshaus |
|      | Strelitzer Straße 15 (Karte)                                                     | Wohn- und Geschäftshaus | | Wohn- und Geschäftshaus |
|      | Strelitzer Straße 22 (Karte)                                                     | Artillerie und Infanteriekaserne | | Artillerie und Infanteriekaserne |
|      | Strelitzer Straße 25 (Karte)                                                     | Pferdestall | | Pferdestall |
|      | Strelitzer Straße 28a (Karte)                                                    | Wohn- und Geschäftshaus mit Begrenzungsmauer | | Wohn- und Geschäftshaus mit Begrenzungsmauer |
|      | Strelitzer Straße 57 (Karte)                                                     | Wohn- und Geschäftshaus | | |
|      | Tiergartenstraße 4 (Karte)                                                       | ehem. Wohnhaus | | |
|      | Tiergartenstraße 5 (Karte)                                                       | ehem. Palais | Landessozialgerichts Mecklenburg-Vorpommern und der Zweigstelle Neustrelitz des Amtsgerichts Waren (Müritz) | Weitere Bilder |
|      | Tiergartenstraße 6 (Karte)                                                       | ehem. Wohnhaus | | |
|      | Tiergartenstraße 9 (Karte)                                                       | Wohnhaus | | |
|      | Tiergartenstraße 17 (Karte)                                                      | Wohnhaus | | |
|      | Tiergartenstraße 19 (Karte)                                                      | Mauer, Portal und Hofpflaster | | |
|      | Tiergartenstraße 30 (Karte)                                                      | Großherzogliche Realschule (Grundschule) | | |
|      | Tiergartenstraße 31 (Karte)                                                      | Wohnhaus (straßenseitiger Trakt) | | |
|      | Tiergartenstraße 32 (Karte)                                                      | ehem. Großherzogliche Bürgerschule | | |
|      | Töpferstraße 3 (Karte)                                                           | Wohn- und Geschäftshaus mit Backhaus | | Wohn- und Geschäftshaus mit Backhaus |
|      | Töpferstraße 5 (Karte)                                                           | Wohnhaus mit Hinterhaus, Speicher, Tischlerwerkstatt und Hofpflaster | | Wohnhaus mit Hinterhaus, Speicher, Tischlerwerkstatt und Hofpflaster |
|      | Töpferstraße 12 (Karte)                                                          | Wohn- und Geschäftshaus | | Wohn- und Geschäftshaus |
|      | Töpferstraße 13 (Karte)                                                          | ehem. Ersparnisanstalt | | ehem. Ersparnisanstalt |
|      | Töpferstraße 13a (Karte)                                                         | Ehemaliges Amtsgericht Neustrelitz, erbaut 1865 nach einem Entwurf von Friedrich Wilhelm Buttel als Großherzogliches Landgericht mit Gerichtssaal und Gefängnis, heute Nebengebäude des Landessozialgerichts Mecklenburg-Vorpommern und der Zweigstelle Neustrelitz des Amtsgerichts Waren (Müritz) | | Ehemaliges Amtsgericht Neustrelitz, erbaut 1865 nach einem Entwurf von Friedrich Wilhelm Buttel als Großherzogliches Landgericht mit Gerichtssaal und Gefängnis, heute Nebengebäude des Landessozialgerichts Mecklenburg-Vorpommern und der Zweigstelle Neustrelitz des Amtsgerichts Waren (Müritz) |
|      | Töpferstraße 18 (Karte)                                                          | Wohnhaus | | Wohnhaus |
|      | Töpferstraße 19 (Karte)                                                          | Wohnhaus | | Wohnhaus |
|      | Töpferstraße 20 (Karte)                                                          | Wohnhaus | | Wohnhaus |
|      | Useriner Straße                                                                  | Allee | | Allee |
|      | Useriner Straße                                                                  | Mauer | | Mauer |
|      | Useriner Straße                                                                  | Gartenstübchen „Schlosskoppel“ | | |
|      | Useriner Straße (am Zierker See) (Karte)                                         | Wäschespülhaus | Bau von 1821 von Friedrich Wilhelm Buttel | Wäschespülhaus |
|      | Useriner Straße 3 (Karte)                                                        | Waschhaus mit ehem. Remise und Speicher | Bau von 1821 von Buttel, heute Familienzentrum | Waschhaus mit ehem. Remise und Speicher |
|      | Useriner Straße 4 (Karte)                                                        | Schornstein | | |
|      | Useriner Straße 5 (Karte)                                                        | Wohnhaus | | |
|      | Zierker Nebenstraße 5 (Karte)                                                    | Wohnhaus (Büro) | | Wohnhaus (Büro) |
|      | Zierker Nebenstraße 7a - b (Flur 22, Flst. 117/9) (Karte)                        | äußere Hülle des Speichers und Schornstein | | äußere Hülle des Speichers und Schornstein |
|      | Zierker Nebenstraße 8 (Karte)                                                    | Wohnhaus | | |
|      | Zierker Nebenstraße 9a - 9c und 11a - 11c (Flur 22, Flst. 117/1 – 117/6) (Karte) | Speicher | | Speicher |
|      | Zierker Nebenstraße 38 (Karte)                                                   | Wohnhaus | | Wohnhaus |
|      | Zierker Straße 1 (Karte)                                                         | Wohn- und Geschäftshaus mit Hinterhofbebauung sowie einem kleinen Garten (jetzt zugänglich vom Grundstück Markt 9) mit Gartenhaus | | |
|      | Zierker Straße 4 (Karte)                                                         | Wohn- und Geschäftshaus | | |
|      | Zierker Straße 8 (Karte)                                                         | Wohn- und Geschäftshaus | | |
|      | Zierker Straße 14 (Karte)                                                        | Mehrfamilienhaus | | |
|      | Zierker Straße 27 (Karte)                                                        | Wohnhaus | | |
|      | Zierker Straße 54 (Karte)                                                        | Wohnhaus | | |
|      | Zierker Straße 62 (Karte)                                                        | Wohnhaus mit Hinterhofbebauung | | |
|      | Zierker Straße 63 (Karte)                                                        | Wohn- und Geschäftshaus | | |

### Strelitz-Alt
Die Baudenkmale von Strelitz-Alt sind in der Liste der Baudenkmale in Strelitz-Alt verzeichnet.

### Drewin
| ID  | Lage          | Bezeichnung                   | Beschreibung | Bild |
| --- | ------------- | ----------------------------- | ------------ | ---- |
| 844 | B 96/39/2,181 | Meilenstein (Rundsockelstein) |              |      |

### Fürstensee
| ID  | Lage    | Bezeichnung                            | Beschreibung | Bild                                   |
| --- | ------- | -------------------------------------- | ------------ | -------------------------------------- |
| 846 | (Karte) | Kirche mit 11 schmiedeeisernen Kreuzen |              | Kirche mit 11 schmiedeeisernen Kreuzen |

### Groß Trebbow
| ID  | Lage                                      | Bezeichnung  | Beschreibung | Bild |
| --- | ----------------------------------------- | ------------ | ------------ | ---- |
| 847 | B 198 (Abzweig nach Groß Quassow), Nr. 10 | Chausseehaus |              |      |

### Langhagen
| ID  | Lage    | Bezeichnung                                        | Beschreibung | Bild |
| --- | ------- | -------------------------------------------------- | ------------ | ---- |
| 848 | (Karte) | Gutshaus und Nebengebäude (Holzschuppen)           |              |      |
|     |         | alte Friedhofskapelle                              |              |      |
|     |         | alter Friedhof mit einigen Gräbern und Grabsteinen |              |      |

### Prälank
| ID | Lage   | Bezeichnung      | Beschreibung | Bild |
| -- | ------ | ---------------- | ------------ | ---- |
|    | Nr. 3a | Doppeltorscheune |              |      |

### Zierke
| ID | Lage          | Bezeichnung                             | Beschreibung | Bild   |
| -- | ------------- | --------------------------------------- | ------------ | ------ |
|    | An der Kirche | Grabstein für Catharina Sophia Stegmann |              |        |
|    | An der Kirche | Kriegerdenkmal 1914/1918                |              |        |
|    | (Karte)       | Kirche                                  |              | Kirche |

### Ehemalige Denkmale
| ID | Lage                         | Bezeichnung | Beschreibung | Bild |
| -- | ---------------------------- | ----------- | ------------ | ---- |
|    | Glambecker Straße 11 (Karte) | Wohnhaus    |              |      |

## Quelle
- Karte der Baudenkmale im Geoportal des Landkreises